# Corantijn
Der Corantijn (englisch Courantyne) ist ein 457 km langer Fluss in Südamerika. Er bildet die Grenze zwischen Guyana und Suriname, gehört aber laut Schiedsgerichtspruch vollständig zum surinamischen Staatsgebiet. Einschließlich der Quellflüsse Coeroeni und New River (Corantijn) beträgt die Gesamtlänge 873 km.

## Flussverlauf
Der Corantijn entspringt im Acarai-Gebirge auf nicht ganz 2° nördlicher Breite vom Äquator, an der Grenze zu Guyana und Brasilien und nimmt in seinem Lauf zunächst den Oronoque und den King-Edward-Fluss auf. Im Wasserfallkomplex, wovon die Barrington-Brown-Fälle die bekanntesten sind, kommt aus Guyana der Barrington-Brown als Zufluss. Weiter nördlich wird dann der Coeroeni und, nachdem die  Frederik Willem IV-Wasserfälle passiert sind, der Lucie aufgenommen. Hinter den mächtigen Wonotobo-Fällen verlässt der Corantijn das Hügel- und Bergland. Er strömt im Bereich des 5. Breitengrades eine Zeit ostwärts und wendet sich nach Aufnahme des Kabalebo und des Matapi-Flusses erneut nach Norden. Der Corantijn bildet an seiner Mündung in den Atlantischen Ozean eine Trichtermündung.

## Einzugsgebiet
Der Corantijn entwässert ein Areal von 67.600 km². Dieses reicht im Süden bis an die brasilianische Grenze. Es erstreckt sich über den äußersten Westen von Suriname sowie über einen Großteil der guayanischen Region East Berbice-Corentyne. Das Einzugsgebiet des Corantijn grenzt im Westen an das des Berbice, im Südwesten an das des Essequibo, im Süden an das des Amazonas, im Südosten an das des Maroni (auch Marowijne) sowie im Osten an die Einzugsgebiete von Suriname, Coppename und Nickerie. 

## Hydrologie
Der mittlere Abfluss beträgt 1570 m³/s. Die niedrigsten Abflüsse liegen bei 100 m³/s, die höchsten bei 15.000 m³/s.

## Besonderheiten
Der Corantijn ist reich an Wasserfällen, wie u. a. der Oronoque-, Barrington-Brown-, Wonotobo- , Tijger- und der Tramway-Fall. Bemerkenswert sind auch die vielen Fluss-Inseln, wie u. a. die Bisschop-, Baviaan, Drie Gezuster- und Papegaai-Insel. Der Fluss ist zwar sehr breit, jedoch durch Untiefen und die vielen Sandbänke schwierig zu befahren.

## Grenzkonflikt
Zwischen dem Oberlauf des Corantijn, in Guyana New River genannt, dem Coeroeni und dem Koetari liegt ein Gebiet, welches sowohl von Suriname als auch von Guyana beansprucht wurde. Bei den hier zur Verfügung stehenden Karten wurde dieser umstrittene Bereich Guyana zugeschlagen. Außerdem betrachtete Suriname das linke Ufer des Corantijn als Grenze, während im Gegensatz hierzu Guyana die Mitte des Flusses als Grenze ansah.
Dieser seit der Kolonialzeit schwelende Gebietsstreit wurde 2007 durch einen Spruch des Haager Schiedsgerichtes gelöst, indem die Grenze zwischen Guyana und Suriname am linken Flussufer verläuft, der Fluss damit in voller Breite zum östlichen Suriname gehört. Hiermit hat Suriname die Kontrolle über den gesamten Schiffsverkehr ab der Mündung auf dem Corantijn.
Siehe auch:
Suriname – Grenzkonflikte.